# Karl-Heinz Schmalz
Karl-Heinz Schmalz (* 7. Februar 1930 in Koblenz) ist ein ehemaliger deutscher Leichtathlet.

## Sportliche Karriere
Karl-Heinz Schmalz startete für den TuS Rot-Weiß Koblenz.
Bei den Deutschen Meisterschaften war er 1953 in Augsburg Zweiter im Hindernislauf hinter Helmut Thumm, 1954 in Hamburg gewann er den Titel vor Thumm. Dazwischen lag die Austragung der ersten Deutschen Hallenmeisterschaften im März 1954 in Frankfurt am Main. Dort erkämpfte Schmalz den Titel über 1500 Meter.
Von 1953 bis 1956 trat Schmalz bei 14 Meisterschaften und Länderkämpfen im Nationaltrikot an. Bei den Europameisterschaften 1954 in Bern erreichte er das Finale im Hindernislauf und belegte den elften Platz.
Im Vorlauf der Europameisterschaften erreichte Schmalz in 9:01,8 Minuten seine offiziell schnellste Zeit im Hindernislauf. Einmal lief er im gleichen Jahr in Dortmund unter neun Minuten, die Zeit war aber wegen zu geringer Wassermenge im Wassergraben nicht bestenlistenfähig. Seine Bestleistung über 1500 Meter von 3:48,8 Minuten lief Schmalz am 29. September 1956 in Bad Reichenhall.